# 1205 w polityce

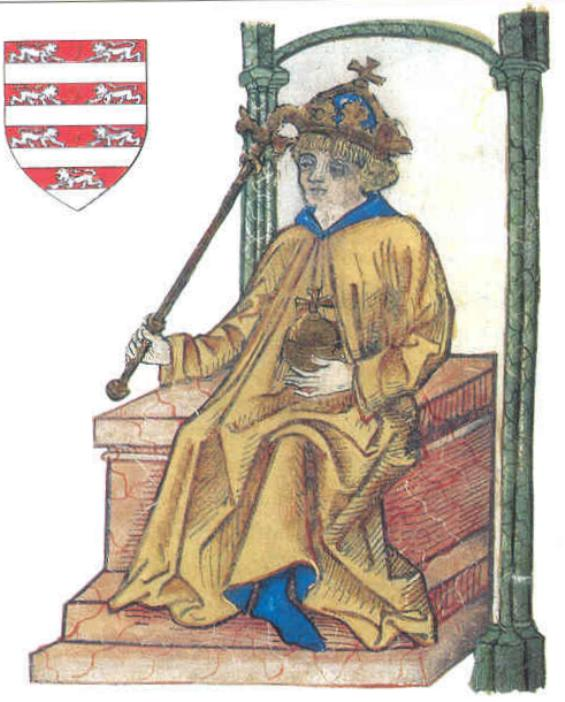
Władysław III węgierski

Wydarzenia polityczne w 1205 roku.

## Wydarzenia
- 8 stycznia Filip Szwabski zostaje koronowany w Akwizgranie[1].
- 14 kwietnia – klęska wojsk Cesarstwa Łacińskiego z dowodzonymi przez cara Kołojana Bułgarami i Kumanami w bitwie pod Adrianopolem: zagłada wojska, niewola cesarza Baldwina I i śmierć baronów hrabiego Ludwika, Stefana z Perche i Jana z Heumont decydująco osłabia Cesarstwo Łacińskie[2].
- 19 czerwca bitwa pod Zawichostem, zwycięstwo Leszka Białego i Konrada Mazowieckiego nad Romanem halickim[3].
- październik – układ pomiędzy Cesarstwem Łacińskm reprezentowanym przez regenta Henryka z Hainaut z Wenecją reprezentowaną przez podestę Marino Zeno o współpracy w utrzymaniu Cesarstwa Łacińskiego i zbrojnej pomocy[4].

## Urodzili się
- Razijja ud-din Sultana, władczyni sułtanatu Dehlijskiego[5].

## Zmarli
- 7 maja Władysław III, król Węgier[6].
- czerwiec – Enrico Dandolo, doża Wenecji[7]
- Baldwin I, cesarz łaciński oraz hrabia Flandrii i Hainaut, zmarł w bułgarskiej niewoli[2].